# Oecanthus rufopictus
Oecanthus rufopictus är en insektsart som beskrevs av Lucien Chopard 1932. Oecanthus rufopictus ingår i släktet Oecanthus och familjen syrsor. Inga underarter finns listade i Catalogue of Life.